# Amandina Lihamba
Amandina Lihamba (sinh năm 1944) là một diễn viên, nhà viết kịch và đạo diễn người Tanzania. Cô là giáo sư tại Đại học Dar es Salaam, khoa mỹ thuật và biểu diễn. Cô đã từng là trưởng khoa, trưởng bộ phận, và ủy viên hội đồng đại học ở đó. Năm 1989, cô đồng sáng lập Dự án và Liên hoan Sân khấu Thiếu nhi Quốc gia. Cô cũng thành lập Liên hoan phim truyền hình nữ Tuseme (Hãy nói ra) với Penina Muhando năm 1998.
Lihambra được sinh ra ở quận Morogoro, Tanzania vào năm 1944. Cô lấy bằng tiến sĩ tại Đại học Leeds. Luận án tiến sĩ năm 1985 của cô là về "Chính trị và Nhà hát ở Tanzania sau Tuyên bố Arusha 1967-1984". Trong đó, cô mô tả như thế nào sau Tuyên bố Arusha, câu thơ kịch Tanzania đã phát triển từ một công cụ tuyên truyền của đảng cầm quyền thành một hình thức lật đổ và đồng bộ.
Lihambra đã tạo ra một bản chuyển thể giới tính của đạo diễn phim người Sen-ri Ousmane Sembène ' The Money-Order.

## Đóng phim
- Hôn nhân của Mariamu (1985)
- Khalfan và Zanzibar (1999)
- Maangamizi: Người cổ đại (2001)